# Seznam avstralskih sociologov
Seznam avstralskih sociologov.

## B
- Jack Barbalet
- Peter Beilharz

## C
- Stephen Crook

## D
- Paul Dibb

## E
- Fred Emery

## F
- Michael Flood

## G
- Ann Game

## K
- Judith Kapferer

## L
- Jan Lucas

## M
- Brian Martin
- Elton Mayo

## O
- Ruth O'Reilly

## P
- Adam Possamai

## S
- Peter Saunders